# Elementarer vorhersagbarer stochastischer Prozess
Die elementaren (vorhersagbaren) stochastischen Prozesse oder einfach (vorhersagbaren) stochastischen Prozesse, meist einfach elementare Prozesse genannt, sind eine Klasse von stochastischen Prozessen in der Wahrscheinlichkeitstheorie. Sie zeichnen sich durch ihre Einfachheit aus und entsprechen einer stochastischen Verallgemeinerung der Treppenfunktionen. Das Ito-Integral lässt sich aus den elementaren Prozessen durch Vervollständigung gewinnen, ähnlich der Konstruktion des Lebesgue-Integrals aus den einfachen Funktionen. Somit gehören die elementaren Prozesse zur Grundlage der stochastischen Analysis.

## Definition
Gegeben sei
- ein Wahrscheinlichkeitsraum {\displaystyle (\Omega ,{\mathcal {F}},P)}
- die Indexmenge {\displaystyle T=[0,\infty )}
- eine Filtration {\displaystyle \mathbb {F} =({\mathcal {F}}_{t})_{t\in T}}.

Dann heißt ein reellwertiger stochastischer Prozess {\displaystyle H=(H_{t})_{t\in T}} auf {\displaystyle (\Omega ,{\mathcal {F}},P)} ein elementarer Prozess, wenn es ein {\displaystyle n\in \mathbb {N} } gibt, so dass Zahlen
{\displaystyle 0=t_{0}<t_{1}<\dots <t_{n-1}<t_{n}<\infty }
existieren und für {\displaystyle i=1,\dots ,n} {\displaystyle {\mathcal {F}}_{t_{i-1}}}-messbare Zufallsvariablen {\displaystyle h_{i-1}} existieren, so dass
{\displaystyle H_{t}(\omega )=\sum _{i=1}^{n}h_{i-1}(\omega )\mathbf {1} _{(t_{i-1},t_{i}]}(t)}
ist. Dabei bezeichnet {\displaystyle \mathbf {1} _{A}} die charakteristische Funktion auf der Menge {\displaystyle A}

## Varianten in der Definition
Die Definitionen unterscheiden sich in der Literatur teilweise dadurch, dass in der Definition die Beschränktheit der Zufallsvariablen {\displaystyle h_{i}} gefordert wird. Geschieht dies nicht in der Definition, so werden die elementaren Prozesse nachträglich auf die Menge der beschränkten elementaren Prozesse eingeschränkt.
Des Weiteren wird für die gesamte Konstruktion des Ito-Integrals vorausgesetzt, dass die üblichen Bedingungen gelten, diese zusätzliche Annahme hat aber keinen Einfluss auf die in diesem Artikel besprochenen Eigenschaften.

## Erläuterung
Interpretiert man {\displaystyle T} als zeitlichen Verlauf des Prozesses, so besteht der elementare Prozess in dem Zeitraum
{\displaystyle (t_{i-1},t_{i}]} unverändert aus der Zufallsvariable {\displaystyle h_{i-1}},
um dann zum Zeitpunkt {\displaystyle t_{i}} zur nächsten Zufallsvariable überzugehen. Somit kann der Prozess als "stückweise konstant" angesehen werden. Dies wird noch eindeutiger, wenn man ein {\displaystyle \omega _{0}\in \Omega } auswählt und die Funktion
{\displaystyle t\mapsto H_{t}(\omega _{0})}
betrachtet. Sie ist eine Treppenfunktion und nimmt auf dem Intervall {\displaystyle (t_{i-1},t_{i}]} den Wert {\displaystyle h_{i-1}(\omega _{0})} an.

## Eigenschaften
Ein elementarer Prozess ist immer ein linksstetiger Prozess. Dies folgt daraus, dass die Intervalle {\displaystyle (t_{i-1},t_{i}]} rechts abgeschlossen sind. Daher ist für alle {\displaystyle \omega _{0}\in \Omega } die Treppenfunktion (vgl. oben)
{\displaystyle t\mapsto H_{t}(\omega _{0})}
eine linksstetige Funktion und damit auch der Prozess linksstetig.
Des Weiteren sind elementare Prozesse wegen der {\displaystyle {\mathcal {F}}_{t_{i-1}}}-messbarkeit der {\displaystyle h_{i-1}} immer adaptiert.
Aufgrund der Definition der vorhersagbaren σ-Algebra folgt aus der Linksstetigkeit und Adaptiertheit eines Prozesses die Vorhersagbarkeit des Prozesses. Folglich sind elementare Prozesse stets vorhersagbar.
Außerdem bildet die Menge der elementaren Prozesse einen Vektorraum, der ein Unterraum der reellwertigen Funktionen auf {\displaystyle \Omega \times T} ist. Bezeichnet man mit {\displaystyle {\mathcal {E}}_{b}} die Menge der beschränkten elementaren Prozesse, so lässt sich darauf eine Abbildung
{\displaystyle \|\cdot \|_{{\mathcal {E}}_{b}}\colon {\mathcal {E}}_{b}\to \mathbb {R} }
durch
{\displaystyle \|H\|_{{\mathcal {E}}_{b}}:=\operatorname {E} \left(\int _{T}H_{s}^{2}\mathrm {d} \lambda (s)\right)^{\frac {1}{2}}=\left(\sum _{i=1}^{n}\operatorname {E} (h_{i-1}^{2})(t_{i}-t_{i-1})\right)^{\frac {1}{2}}}
definieren. Dabei handelt es sich um eine Halbnorm.